# Municipio de Ward (Dakota del Sur)
El municipio de Ward (en inglés: Ward Township) es un municipio ubicado en el condado de Moody en el estado estadounidense de Dakota del Sur. En el año 2010 tenía una población de 66 habitantes y una densidad poblacional de 1,17 personas por km².

## Geografía
El municipio de Ward se encuentra ubicado en las coordenadas 44°9′14″N 96°29′28″O / 44.15389, -96.49111. Según la Oficina del Censo de los Estados Unidos, el municipio tiene una superficie total de 56.58 km², de la cual 56,58 km² corresponden a tierra firme y (0 %) 0 km² es agua.

## Demografía
Según el censo de 2010, había 66 personas residiendo en el municipio de Ward. La densidad de población era de 1,17 hab./km². De los 66 habitantes, el municipio de Ward estaba compuesto por el 96,97 % blancos, el 1,52 % eran amerindios, el 1,52 % eran de otras razas. Del total de la población el 4,55 % eran hispanos o latinos de cualquier raza.